# New York State Open
Het New York State Open is een jaarlijks golftoernooi in de Verenigde Staten en maakte deel uit van de Amerikaanse PGA Tour, in de jaren 1920 en 1930. Het toernooi vindt telkens plaats op verschillende golfbanen in de staat New York en wordt georganiseerd door de "Metropolitan Professional Golf Association". Het toernooi wordt sinds 1978 jaarlijks georganiseerd.

## Winnaars
| - 1921: Bobby Cruickshank (PGA Tour) - 1928: Willie Klein (PGA Tour) - 1929: Billy Burke (PGA Tour) - 1930: Johnny Farrell (PGA Tour) - 1978: Jim Albus - 1979: Mal Galletta Jr. - 1980: Denny Lyons - 1981: John Calabria - 1982: George Burns - 1983: Joey Sindelar - 1984: Bruce Zabriski - 1985: Lonnie Nielsen - 1986: Tom McGinnis - 1987: Mel Baum - 1988: E. J. Phister - 1989: Lonnie Nielsen - 1990: Bobby Heins | - 1991: Tim Straub - 1992: Mark Mielke - 1993: Darrell Kestner - 1994: Darrell Kestner - 1995: Ron McDougal - 1996: Rick Hartmann - 1997: P. J. Cowan - 1998: P. J. Cowan - 1999: Mark Brown - 2000: P. J. Cowan - 2001: John Nieporte - 2002: Mark Brown - 2003: Mark Mielke - 2004: Jesse Fitzgerald - 2005: Frank Bensel - 2006: Jimmy Hazen - 2007: Andrew Svboda | - 2008: Rob Labritz - 2009: Brian Lamberti - 2010: Keith Dicciani - 2011: Rob Labritz - 2012: Danny Balin - 2013: Danny Balin |